# Janey Campbell
Janey Sevilla Campbell (18 de marzo de 1846, probablemente en Craigforth House, Stirlingshire-15 de julio de 1923, Coombe Hill Farm, Norbiton), apellidada Callander de soltera, fue una productora teatral británica. 

## Vida
Ella era la hija de Henry James Callander y de su primera esposa, la Hon. Jane Plumer Erskine, pero se quedó huérfana a los cuatro años de edad al fallecer su madre, posteriormente su madrastra y, finalmente, su padre. De este modo quedó bajo la tutela de George Campbell, octavo duque de Argyll y pariente por parte de madre. Creció en Inveraray Castle, propiedad de Campbell, y se casó con su segundo hijo, Lord Archibald Campbell (1846-1913) el 12 de enero de 1869 (entre sus hijos se incluiría Niall Campbell, décimo duque de Argyll). 
Entre sus amistades se encontraba James Abbott McNeill Whistler (que realizó tres retratos de tres cuartos, entre ellos la Dama del zapato amarillo ) y su libro Rainbow Music or The Philosophy of Harmony in Colour-Grouping (La música del arco iris o la filosofía de la armonía en la agrupación de colores), publicado en 1886, estuvo muy influenciado por la obra de dicho pintor. Produjo diferentes espectáculos donde destacaban sus valores bucólicos, como Romeo y Julieta representado en Cadgwith, Cornualles durante el verano de 1880 y protagonizada por Helena Modjeska y Johnston Forbes-Robertson.